# Фрайкор «Георг Людвиг Рудольф Меркер»
Фрайкор (нем. Freikorps) — добровольческими корпусами (фрайкорами) по традиции в Германии принято называть небольшие военные добровольческие части без строгого подчинения крупным войсковым соединениям. Иногда слово «фрайкор» переводится с немецкого языка на русский как «свободный корпус», что, однако, менее точно. Добровольческие корпуса, полувоенные формирования, созданные после поражения Германии в Первой мировой войне. Пополнялись они за счет националистически настроенных офицеров, солдат, авантюристов и безработной молодежи.

## История создания
В декабре 1918 г. генерал Людвиг Меркер предложил создать народные дружины из демобилизованных солдат. Людвиг Меркер и министр обороны Густав Носке принимали активное участие в формировании добровольческих корпусов. 
Первые отряды были сформированы капитаном Куртом фон Шлейхером с целью борьбы с «изменниками отечества» — социал-демократами, евреями и марксистами, а также для возрождения «германского духа». Фрайкоровцы сражались в 1919 г. с большевиками в Латвии и Литве. Подразделения этих корпусов позднее образовали ядро рейхсвера; из них же создавались отряды штурмовиков.
Первым исторически засвидетельствованным белым добровольческим корпусом являлся фрейкор, сформированный в портовом г. Киле — «колыбели германской революции» — в середине ноября 1918 года по инициативе известного деятеля Социал-демократической партии Германии, депутата рейхстага Густава Носке. Этот первый социал-демократический бургомистр Киля создал из лояльных новому республиканскому правительству морских офицеров и матросов небольшую добровольческую часть, получившую полуофициальное название «Железная бригада» и задуманную как противовес «красным матросам».

## «Фрайкор Меркера»
Решающую роль в организации добровольческих корпусов, призванных сохранить в Германии подобие закона и порядка, хотя бы до созыва учредительного Национального собрания, было суждено сыграть генералу Людвигу Меркеру, командиру распущенной после заключения перемирия 214-й пехотной дивизии бывшей кайзеровской армии, разработавшему классическую модель, в соответствии с которой в дальнейшем было сформировано большинство наиболее боеспособных германских добровольческих корпусов. 6 декабря 1918 г. Георг Людвиг Рудольф Меркер объявил чинам своей дивизии о своем намерении сформировать фрейкор, базой которого стал вестфальский монастырь Зальцкоттен и формирование которого началось уже 14 декабря. Этот сформированный исключительно из добровольцев, о чем говорило уже само его название, Добровольческий ландъегерский корпус, состоявший на первых порах всего из 3 стрелковых рот (имевших на вооружении минометы) и 1 артиллерийской батареи, заявил о своей готовности служить республиканскому Временному правительству Германии, чтобы не допустить большевистской революции. Командование сочло достаточным платить добровольцам жалованье по тридцатидневному контракту, но не позаботилось об их вооружении и снаряжении. Благодаря своему непререкаемому авторитету не только среди офицерского корпуса, но и среди унтер-офицерского состава и солдат, боевой генерал Меркер без особого труда и в кратчайшие сроки набрал в новый корпус несколько тысяч добровольцев, хотя и столкнулся с немалыми сложностями в деле их обмундирования и вооружения. Склады вооружений были либо разграблены анархиствующими толпами, либо находились под контролем левых солдатских советов, не склонных удовлетворять требования «реакционного генерала». В отличие от старой кайзеровской армии, где между офицерами и нижними чинами существовал резкий сословно-дисциплинарный барьер, во фрайкоре Меркера между офицерами и нижними чинами сразу же сложились узы боевого товарищества, обозначаемые в немецком языке словом «камерадшафт».

## Интересные факты
В 1919 году, в 15 лет, Райнхард Тристан Ойген Гейдрих (Хейдрих), будучи школьником, начинает увлекаться политикой и вступает во фрайкор «Георг Людвиг Рудольф Меркер» — полувоенную националистическую организацию. Гейдрих начинает активно заниматься спортом, воспитывая в себе дух состязательности.
В 1919 капитан Герман Гот командовал ротой в добровольческом корпусе генерала Меркера, сражавшемся против немецких большевиков.
Герман Рекнагель в 1919 году воевал в составе добровольческого корпуса «Меркер» (Freikorps Maercker) против отрядов «спартаковцев» (немецких коммунистов) — Союз Спартака (нем. Spartakusbund). С 1920 года — на службе в рейхсвере.